# 陳園淳
陳園淳（1982年3月4日—）是臺灣女性新聞主播，前考試院院長邱創煥外孫女，曾任東森新聞台記者、主播、年代新聞台《年代早報》、《年代午報》主播；2023年6月跳槽鏡電視新聞台。現任鏡電視新聞台主播、《中午鏡來講》主持人兼製作人。

## 學歷
- 世新大學新聞系 輔修口語傳播系

## 經歷
- 東森新聞台記者、主播
- 年代新聞台記者、氣象主播、主播
- 鏡電視新聞台《鏡電視午間新聞》主播、《有話鏡來講》、《鏡轉全球》、《中午鏡來講》主持人

## 播報時段和主持節目
- 鏡電視新聞台《整點新聞》、《中午鏡來講》。

## 外部連結
- 鏡新聞主播—陳園淳 （页面存档备份，存于）
- 陳園淳的Facebook專頁
- 陳園淳的Instagram帳戶